# El Maâgoula
El Maâgoula (arabe : المعقولة) est une ville du Nord-Ouest de la Tunisie située à quelques kilomètres au sud de Béja.
Rattachée au gouvernorat de Béja, elle constitue une municipalité comptant 7 809 habitants en 2014.